# Gilera
Gilera je italská firma zabývající se výrobou motocyklů. Založil ji Giuseppe Gilera v roce 1909. První motocykl měl objem 317 cm³. První velké zdokonalení motocyklů proběhlo ve třicátých letech a motocykl o objemu 500 cm³ dosáhl velkého úspěchu. Během druhé světové války byla výroba motocyklů pozastavena a opět se přihlásila až v roce 1949. Zakladatel firmy Giuseppe Gilera zemřel v roce 1956 a krátce nato byla prodána společnosti Piaggio.